# Bad Staffelstein
Bad Staffelstein er en by ved Obermain i Landkreis Lichtenfels Regierungsbezirk Oberfranken i den tyske delstat Bayern. Den ligger i området Gottesgarten am Obermain, hvor der mange seværdigheder, f.eks. basilikaen Vierzehnheiligen, bygget af Balthasar Neumann, klosteret og slottet Banz eller udflugtsmålet, det 540 meter høje Staffelberg.

## Geografi
Bad Staffelstein ligger på begge sider af floden Main, men hovedbyen ligger på den venstre bred.

### Inddeling
Kommunen har ud over Bad Staffelstein disse landsbyer og bebyggelser:
- Altenbanz
- End
- Frauendorf
- Grundfeld
- Gößmitz
- Hausen
- Horsdorf
- Kaider
- Krögelhof
- Kümmersreuth
- Loffeld
- Nedensdorf
- Neubanz
- Püchitz
- Romansthal
- Schönbrunn
- Schwabthal

Schwabthal ligger syv kilometer øst for Bad Staffelstein og har omkring 200 indbyggere.
- Serkendorf
- Stadel
- Stublang
- Unnersdorf
- Unterzettlitz
- Uetzing

Landsbyen har ca. 500 indbyggere, og ligger 7,5 kilometer fra byen Bad Staffelstein .
- Vierzehnheiligen
- Weisbrem
- Wiesen
- Wolfsdorf
- Zilgendorf